# Đại lăng Ba Vì
Đại lăng Ba Vì (danh pháp: Macropanax baviensis) là một loài thực vật có hoa trong Họ Cuồng cuồng. Loài này được (R.Vig.) C.B.Shang miêu tả khoa học đầu tiên năm 1983.